# Qualificazioni al campionato europeo maschile di calcio 1968
Questa voce raccoglie un approfondimento sui risultati degli incontri e sulle classifiche per l'accesso alla fase finale del Campionato europeo di calcio 1968.

## Formula
33 membri UEFA: 4 posti disponibili per la fase finale. Nessuna squadra è qualificata direttamente. Islanda e Malta non partecipano alle qualificazioni.
Rimangono 31 squadre per 4 posti disponibili. Le qualificazioni si dividono in due turni: 
- Fase a gruppi: 31 squadre, divise in 8 gruppi (sette da quattro squadre e uno da tre), giocano partite di andata e ritorno. Le prime classificate di ogni gruppo accedono ai quarti di finale.
- Quarti di finale: 8 squadre, giocano partite di andata e ritorno. Le vincenti si qualificano alla fase finale.

In caso di parità di punti tra due o più squadre di uno stesso gruppo, le posizioni in classifica verranno determinate prendendo in considerazione, nell'ordine, i seguenti criteri:
1. maggiore numero di punti;
2. migliore differenza reti;
3. maggiore numero di reti segnate;
4. sorteggio.

## Sorteggio
Il sorteggio dei gruppi di qualificazione alla fase finale ha avuto il seguente esito:
| Gruppo 1                       | Gruppo 2                   | Gruppo 3                 | Gruppo 4               | Gruppo 5                           | Gruppo 6               | Gruppo 7                   | Gruppo 8                       |
| ------------------------------ | -------------------------- | ------------------------ | ---------------------- | ---------------------------------- | ---------------------- | -------------------------- | ------------------------------ |
| Spagna                         | Bulgaria                   | Unione Sovietica         | Jugoslavia             | Ungheria                           | Italia                 | Francia                    | Inghilterra                    |
| Cecoslovacchia Irlanda Turchia | Portogallo Svezia Norvegia | Grecia Austria Finlandia | Germania Ovest Albania | Germania Est Paesi Bassi Danimarca | Romania Svizzera Cipro | Belgio Polonia Lussemburgo | Scozia Galles Irlanda del Nord |

 Sono segnate in verde le Nazionali qualificate ai quarti di finale, in rosso quelle escluse dalla competizione europea. 

## Fase a gironi

### Gruppo 1
| Pos | Squadra        | Pti | G | V | N | P | GF | GS | DR |
| --- | -------------- | --- | - | - | - | - | -- | -- | -- |
| 1   | Spagna         | 8   | 6 | 3 | 2 | 1 | 6  | 2  | +4 |
| 2   | Cecoslovacchia | 7   | 6 | 3 | 1 | 2 | 8  | 4  | +4 |
| 3   | Irlanda        | 5   | 6 | 2 | 1 | 3 | 5  | 8  | -3 |
| 4   | Turchia        | 4   | 6 | 1 | 2 | 3 | 3  | 8  | -5 |

| Squadra        | Spagna (bandiera) | Cecoslovacchia (bandiera) | Irlanda (bandiera) | Turchia (bandiera) |
| -------------- | ----------------- | ------------------------- | ------------------ | ------------------ |
| Spagna         | —                 | 2 - 1                     | 2 - 0              | 2 - 0              |
| Cecoslovacchia | 1 - 0             | —                         | 1 - 2              | 3 - 0              |
| Irlanda        | 0 - 0             | 0 - 2                     | —                  | 2 - 1              |
| Turchia        | 0 - 0             | 0 - 0                     | 2 - 1              | —                  |

### Gruppo 2
| Pos | Squadra    | Pti | G | V | N | P | GF | GS | DR |
| --- | ---------- | --- | - | - | - | - | -- | -- | -- |
| 1   | Bulgaria   | 10  | 6 | 4 | 2 | 0 | 10 | 2  | +8 |
| 2   | Portogallo | 6   | 6 | 2 | 2 | 2 | 6  | 6  | 0  |
| 3   | Svezia     | 5   | 6 | 2 | 1 | 3 | 9  | 12 | -3 |
| 4   | Norvegia   | 3   | 6 | 1 | 1 | 4 | 9  | 14 | -5 |

| Squadra    | Bulgaria (bandiera) | Portogallo (bandiera) | Svezia (bandiera) | Norvegia (bandiera) |
| ---------- | ------------------- | --------------------- | ----------------- | ------------------- |
| Bulgaria   | —                   | 1 - 0                 | 3 - 0             | 4 - 2               |
| Portogallo | 0 - 0               | —                     | 1 - 2             | 2 - 1               |
| Svezia     | 0 - 2               | 1 - 1                 | —                 | 5 - 2               |
| Norvegia   | 0 - 0               | 1 - 2                 | 3 - 1             | —                   |

### Gruppo 3
| Pos | Squadra          | Pti | G | V | N | P | GF | GS | DR  |
| --- | ---------------- | --- | - | - | - | - | -- | -- | --- |
| 1   | Unione Sovietica | 10  | 6 | 5 | 0 | 1 | 16 | 6  | +10 |
| 2   | Grecia           | 5   | 5 | 2 | 1 | 2 | 7  | 8  | -1  |
| 3   | Austria          | 5   | 5 | 2 | 1 | 2 | 7  | 9  | -2  |
| 4   | Finlandia        | 2   | 6 | 0 | 2 | 4 | 5  | 12 | -7  |

| Squadra          | Unione Sovietica (bandiera) | Grecia (bandiera) | Austria (bandiera) | Finlandia (bandiera) |
| ---------------- | --------------------------- | ----------------- | ------------------ | -------------------- |
| Unione Sovietica | —                           | 4 - 0             | 4 - 3              | 2 - 0                |
| Grecia           | 0 - 1                       | —                 | 4 - 1              | 2 - 1                |
| Austria          | 1 - 0                       | Canc.             | —                  | 2 - 1                |
| Finlandia        | 2 - 5                       | 1 - 1             | 0 - 0              | —                    |

### Gruppo 4
| Pos | Squadra        | Pti | G | V | N | P | GF | GS | DR  |
| --- | -------------- | --- | - | - | - | - | -- | -- | --- |
| 1   | Jugoslavia     | 6   | 4 | 3 | 0 | 1 | 8  | 3  | +5  |
| 2   | Germania Ovest | 5   | 4 | 2 | 1 | 1 | 9  | 2  | +7  |
| 3   | Albania        | 1   | 4 | 0 | 1 | 3 | 0  | 12 | -12 |

| Squadra        | Jugoslavia (bandiera) | Germania Ovest (bandiera) | Albania (bandiera) |
| -------------- | --------------------- | ------------------------- | ------------------ |
| Jugoslavia     | —                     | 1 - 0                     | 4 - 0              |
| Germania Ovest | 3 - 1                 | —                         | 6 - 0              |
| Albania        | 0 - 2                 | 0 - 0                     | —                  |

### Gruppo 5
| Pos | Squadra      | Pti | G | V | N | P | GF | GS | DR  |
| --- | ------------ | --- | - | - | - | - | -- | -- | --- |
| 1   | Ungheria     | 10  | 6 | 4 | 1 | 1 | 15 | 5  | +10 |
| 2   | Germania Est | 7   | 6 | 3 | 1 | 2 | 10 | 10 | 0   |
| 3   | Paesi Bassi  | 5   | 6 | 2 | 1 | 3 | 11 | 11 | 0   |
| 4   | Danimarca    | 3   | 6 | 1 | 1 | 4 | 6  | 16 | -10 |

| Squadra      | Ungheria (bandiera) | Germania Est (bandiera) | Paesi Bassi (bandiera) | Danimarca (bandiera) |
| ------------ | ------------------- | ----------------------- | ---------------------- | -------------------- |
| Ungheria     | —                   | 3 - 1                   | 2 - 1                  | 6 - 0                |
| Germania Est | 1 - 0               | —                       | 4 - 3                  | 3 - 2                |
| Paesi Bassi  | 2 - 2               | 1 - 0                   | —                      | 2 - 0                |
| Danimarca    | 0 - 2               | 1 - 1                   | 3 - 2                  | —                    |

### Gruppo 6
| Pos | Squadra  | Pti | G | V | N | P | GF | GS | DR  |
| --- | -------- | --- | - | - | - | - | -- | -- | --- |
| 1   | Italia   | 11  | 6 | 5 | 1 | 0 | 17 | 3  | +14 |
| 2   | Romania  | 6   | 6 | 3 | 0 | 3 | 18 | 14 | +4  |
| 3   | Svizzera | 5   | 6 | 2 | 1 | 3 | 17 | 13 | +4  |
| 4   | Cipro    | 2   | 6 | 1 | 0 | 5 | 3  | 25 | -22 |

| Squadra  | Italia (bandiera) | Romania (bandiera) | Svizzera (bandiera) | Cipro (bandiera) |
| -------- | ----------------- | ------------------ | ------------------- | ---------------- |
| Italia   | —                 | 3 - 1              | 4 - 0               | 5 - 0            |
| Romania  | 0 - 1             | —                  | 4 - 2               | 7 - 0            |
| Svizzera | 2 - 2             | 7 - 1              | —                   | 5 - 0            |
| Cipro    | 0 - 2             | 1 - 5              | 2 - 1               | —                |

### Gruppo 7
| Pos | Squadra     | Pti | G | V | N | P | GF | GS | DR  |
| --- | ----------- | --- | - | - | - | - | -- | -- | --- |
| 1   | Francia     | 9   | 6 | 4 | 1 | 1 | 14 | 6  | +8  |
| 2   | Belgio      | 7   | 6 | 3 | 1 | 2 | 14 | 9  | +5  |
| 3   | Polonia     | 7   | 6 | 3 | 1 | 2 | 13 | 9  | +4  |
| 4   | Lussemburgo | 1   | 6 | 0 | 1 | 5 | 1  | 18 | -17 |

| Squadra     | Francia (bandiera) | Belgio (bandiera) | Polonia (bandiera) | Lussemburgo (bandiera) |
| ----------- | ------------------ | ----------------- | ------------------ | ---------------------- |
| Francia     | —                  | 1 - 1             | 2 - 1              | 3 - 1                  |
| Belgio      | 2 - 1              | —                 | 2 - 4              | 3 - 0                  |
| Polonia     | 1 - 4              | 3 - 1             | —                  | 4 - 0                  |
| Lussemburgo | 0 - 3              | 0 - 5             | 0 - 0              | —                      |

### Gruppo 8
| Pos | Squadra          | Pti | G | V | N | P | GF | GS | DR  |
| --- | ---------------- | --- | - | - | - | - | -- | -- | --- |
| 1   | Inghilterra      | 9   | 6 | 4 | 1 | 1 | 15 | 5  | +10 |
| 2   | Scozia           | 8   | 6 | 3 | 2 | 1 | 10 | 8  | +2  |
| 3   | Galles           | 4   | 6 | 1 | 2 | 3 | 6  | 12 | -6  |
| 4   | Irlanda del Nord | 3   | 6 | 1 | 1 | 4 | 2  | 8  | -6  |

| Squadra          | Inghilterra (bandiera) | Scozia (bandiera) | Galles (bandiera) | Irlanda del Nord (bandiera) |
| ---------------- | ---------------------- | ----------------- | ----------------- | --------------------------- |
| Inghilterra      | —                      | 2 - 3             | 5 - 1             | 2 - 0                       |
| Scozia           | 1 - 1                  | —                 | 3 - 2             | 2 - 1                       |
| Galles           | 0 - 3                  | 1 - 1             | —                 | 2 - 0                       |
| Irlanda del Nord | 0 - 2                  | 1 - 0             | 0 - 0             | —                           |

## Quarti di finale
| Squadra 1   | Totale | Squadra 2        | Andata | Ritorno |
| ----------- | ------ | ---------------- | ------ | ------- |
| Bulgaria    | 3 - 4  | Italia           | 3 - 2  | 0 - 2   |
| Ungheria    | 2 - 3  | Unione Sovietica | 2 - 0  | 0 - 3   |
| Inghilterra | 3 - 1  | Spagna           | 1 - 0  | 2 - 1   |
| Francia     | 2 - 6  | Jugoslavia       | 1 - 1  | 1 - 5   |

## Statistiche

### Classifica marcatori
6 reti
- János Farkas
- Luigi Riva

5 reti
- Henning Frenzel
- Fleury Di Nallo
- Sandro Mazzola

- Constantin Frățilă
- Fritz Künzli
- Gerd Müller

4 reti
- Paul Van Himst
- Petar Zhekov
- Bobby Charlton
- Geoff Hurst

- Martin Peters
- Giōrgos Siderīs
- Angelo Domenghini
- Rolf Blättler

3 reti
- Leopold Grausam
- Jacques Stockman
- Dinko Dermendzhiev
- Kresten Bjerre
- Juhani Peltonen
- Georges Lech
- Charly Loubet
- Flórián Albert

- Kálmán Mészöly
- Janusz Żmijewski
- Mircea Dridea
- Emil Dumitriu
- Anatoliy Banishevskiy
- Igor Chislenko
- Eduard Malofeyev

- József Szabó
- Inge Danielsson
- Karl Odermatt
- René-Pierre Quentin
- Hannes Löhr
- Vahidin Musemić
- Slaven Zambata

2 reti
- Helmut Siber
- Roger Claessen
- Johan Devrindt
- Johnny Thio
- Nikola Kotkov
- Nikola Tsanev
- Jozef Adamec
- Tom Søndergaard
- Herbert Pankau
- Jack Charlton
- Robert Herbin

- Alekos Alexiadis
- Ferenc Bene
- Pierino Prati
- Johan Cruyff
- Piet Keizer
- Wim Suurbier
- Kjetil Hasund
- Odd Iversen
- Olav Nilsen
- Lucjan Brychczy

- Ryszard Grzegorczyk
- Włodzimierz Lubański
- Eusébio
- Jaime Graça
- Nicolae Dobrin
- Ion Ionescu
- Mircea Lucescu
- Alan Gilzean
- Denis Law
- Bobby Lennox

- Anatolij Byšovec
- Murtaz Khurtsilava
- Pirri
- Leif Eriksson
- Tom Turesson
- Ogün Altıparmak
- Ron Davies
- Wyn Davies
- Ivica Osim
- Ilija Petković

1 rete
- Rudi Flögel
- Erich Hof
- Franz Wolny
- Wilfried Puis
- Georgi Asparuhov
- Vasil Mitkov
- Melis Asprou
- Pamboullis Papadopoulos
- Kostakis Pierides
- Alexander Horváth
- Josef Jurkanin
- Ladislav Kuna
- Vojtech Masný
- Juraj Szikora
- Erik Dyreborg
- Gerhard Körner
- Wolfram Löwe
- Eberhard Vogel
- Alan Ball
- Roger Hunt

- Norman Hunter
- Pertti Mäkipää
- Simo Syrjävaara
- André Guy
- Yves Herbet
- Hervé Revelli
- Stathis Chaitas
- Mimis Papaioannou
- János Göröcs
- Dezső Molnár
- Zoltán Varga
- Mario Bertini
- Virginio De Paoli
- Giacinto Facchetti
- Jean Klein
- Rinus Israël
- Jan Mulder
- Miel Pijs
- Sjaak Swart
- Willy van der Kuijlen

- Dave Clements
- Jimmy Nicholson
- Harald Berg
- Sven Otto Birkeland
- Harald Sunde
- Andrzej Jarosik
- Jan Liberda
- Jerzy Sadek
- Zygfryd Szołtysik
- Custódio Pinto
- José Augusto Torres
- Noel Cantwell
- Andy McEvoy
- Turlough O'Connor
- Frank O'Neill
- Ray Treacy
- Florea Martinovici
- John Hughes
- Jim McCalliog
- Ronnie McKinnon

- Bobby Murdoch
- Valery Maslov
- Eduard Streltsov
- Amancio Amaro
- José Eulogio Gárate
- José María García Lavilla
- Francisco Gento
- Ramón Grosso
- Thomas Nordahl
- Ingvar Svensson
- Richard Dürr
- Ayhan Elmastaşoğlu
- Alan Durban
- Ronnie Rees
- Uwe Seeler
- Dragan Džajić
- Vojin Lazarević
- Josip Skoblar
- Edin Sprečo

Autoreti
- Dimităr Penev (pro  Italia)
- Kostas Panayiotou (pro  Svizzera)
- Ernő Solymosi (pro  Unione Sovietica)

- John Dempsey (pro  Rep. Ceca)
- Terry Hennessey (pro  Inghilterra)